# 高橋潤二郎
高橋 潤二郎（たかはし じゅんじろう、1936年2月5日 - 2013年3月22日）は、日本の経済学者・地理学者。慶應義塾大学名誉教授。

## 略歴
神奈川県出身。1958年 慶應義塾大学経済学部卒、1963年同大学院経済学研究科博士課程満期退学。1966年慶應義塾大学経済学部助教授、1975年教授、1990年同大環境情報学部教授。1993年 慶應義塾常任理事、2001年定年退任、名誉教授。
森ビル株式会社特別顧問。2002年 アカデミーヒルズ理事長 アカデミーヒルズ顧問。
1977年 (財)地域開発研究所所長(兼任、中鉢正美の後任)。
2013年3月22日 左腎盂癌のため死去。享年77。

## 専門分野
- 数理・計量地理学
- 地域開発

## 人物
- 元々は慶應義塾大学の経済学部教員であったが、慶應義塾大学湘南藤沢キャンパス（SFC）の設立に尽力し、自身も同キャンパスで環境情報学部教授を務めた。
- 伊藤滋らと定量データによる都市プロジェクト・開発プロジェクトで活躍した。
- 若い時から乗馬部であり、詩や現代音楽も好んだ。
- 慶應義塾の経済学者の中でも”サングラスをかけて教壇に立つ”といったエピソードがあるなど、福岡正夫のような個別科学を探求した正統派というよりは学際的な学風を持ち、良い意味で際物とされることもある。
- デジタル化に尽力しグーテンベルグ・プロジェクトなどでも活動したが、井筒俊彦の本棚をそのまま残すように提言するといった横顔もある[3]。

## 著書
- 『斜陽都市 あなたのマチは生きのこれるか』光文社 カッパ ビジネス 1971
- 『三越三百年の経営戦略 その時経営者は何を決断したか』サンケイ新聞社出版局 1972
- 『抽象的地表の原理 地理学の理論化への挑戦 高橋潤二郎論文集』古今書院 2001
- 『鑑賞経営寓句』慶應義塾大学出版会 2009

### 共編著
- 『経済立地論の新展開』江沢譲爾,西岡久雄共著 勁草書房 地域経済学体系 1973
- 『四全総は日本を変えるか』大明堂 1988
- (金安岩男・武山政直と共著)『知的キャンパスのプラニング 慶応義塾大学湘南藤沢キャンパス(SFC)の実践』日科技連出版社 1996

### 翻訳
- レスター・C.サロー, ロバート・L.ハイルブローナー『エコノミック・チャレンジ : 現代経済五つの危機』ティビーエス・ブリタニカ 1981